# Такараму
Такараму (తకారం, англ.  Chacāram, ча-буква) — та, 29-я буква слогового алфавита телугу,  обозначает глухой альвеолярный взрывной согласный. В названии కారం (cāram) означает буквально «буква», «-му» — суффикс существительного, опускаемый в санскрите, но обязательный в телугу. Надстрочный надстрочный контактный диакритический знак (надстрочная часть буквы) в виде «✓»  называется талакатту и обозначает короткий гласный «а» (аналогично క, గ, చ — «ка», «га», «ча»). При необходимости оглушить "а" пишут త్, убирая талакатту и добавляя вираму ్. При написании согласных, произносимых без гласных друг за другом их записывают в столбик, одну под другой, и читают сверху вниз, причем вместо такараму записывается ее подстрочный знак таватту, например క్త, గ్త, చ్త — «кта», «гта», «чта» или క్తి, గ్తి, చ్తి — «кти», «гти», «чти» и т.п. Акшара-санкхья — 6 (шесть).

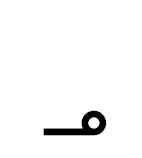
Таватту (подстрочная «та»)